# Carl Müllerhartung

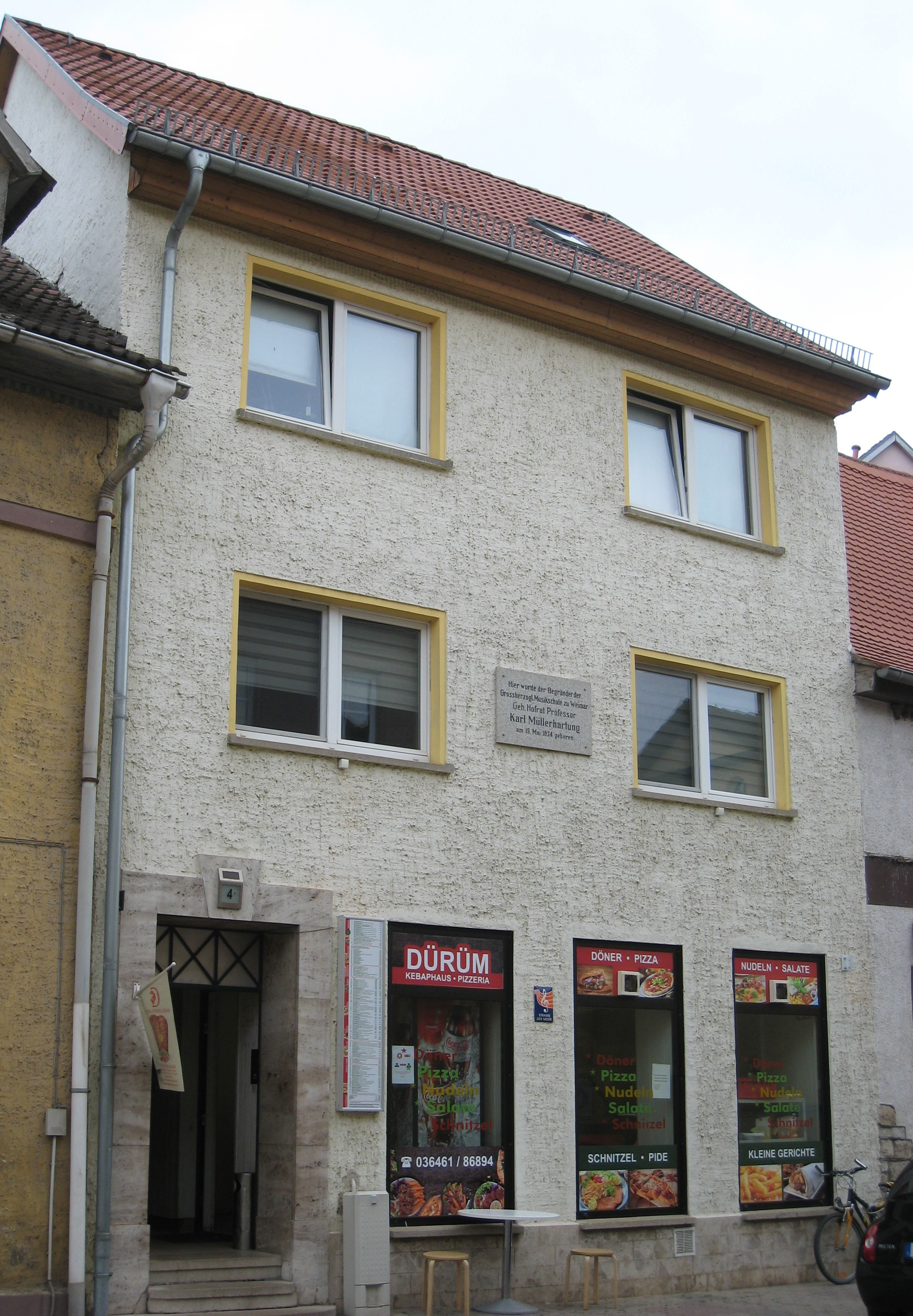
Geburtshaus in Bad Sulza

Carl Müllerhartung, eigentlich: Müller-Hartung (* 19. Mai 1834 in Stadtsulza; † 11. Juni 1908 in Berlin-Charlottenburg) war ein Thüringischer Kantor, Musikpädagoge und Komponist.

## Leben
Carl Müllerhartung war der Sohn des Sulzaer Kantors Johann Christian Müller und dessen Frau, einer geborenen Hartung. In Eisenach wurde er von Friedrich Kühmstedt unterrichtet. Danach hatte er Posten als Musikdirektor an einem Theater in Dresden und als Stadt- und Hofkantor in Eisenach inne. 1863 wurde er zum Professor ernannt. 
Franz Liszt verhalf ihm 1865 zur Berufung als Musikdirektor in Weimar, wo er zu einer wichtigen Figur des städtischen Musiklebens wurde. Ab 1869 war er auch Kapellmeister am Hoftheater. Die von Müllerhartung 1872 gegründete Weimarer Orchester-Schule war der Vorläufer der heutigen Hochschule für Musik FRANZ LISZT Weimar. Dieses erfolgte im ehemaligen Franziskanerkloster.

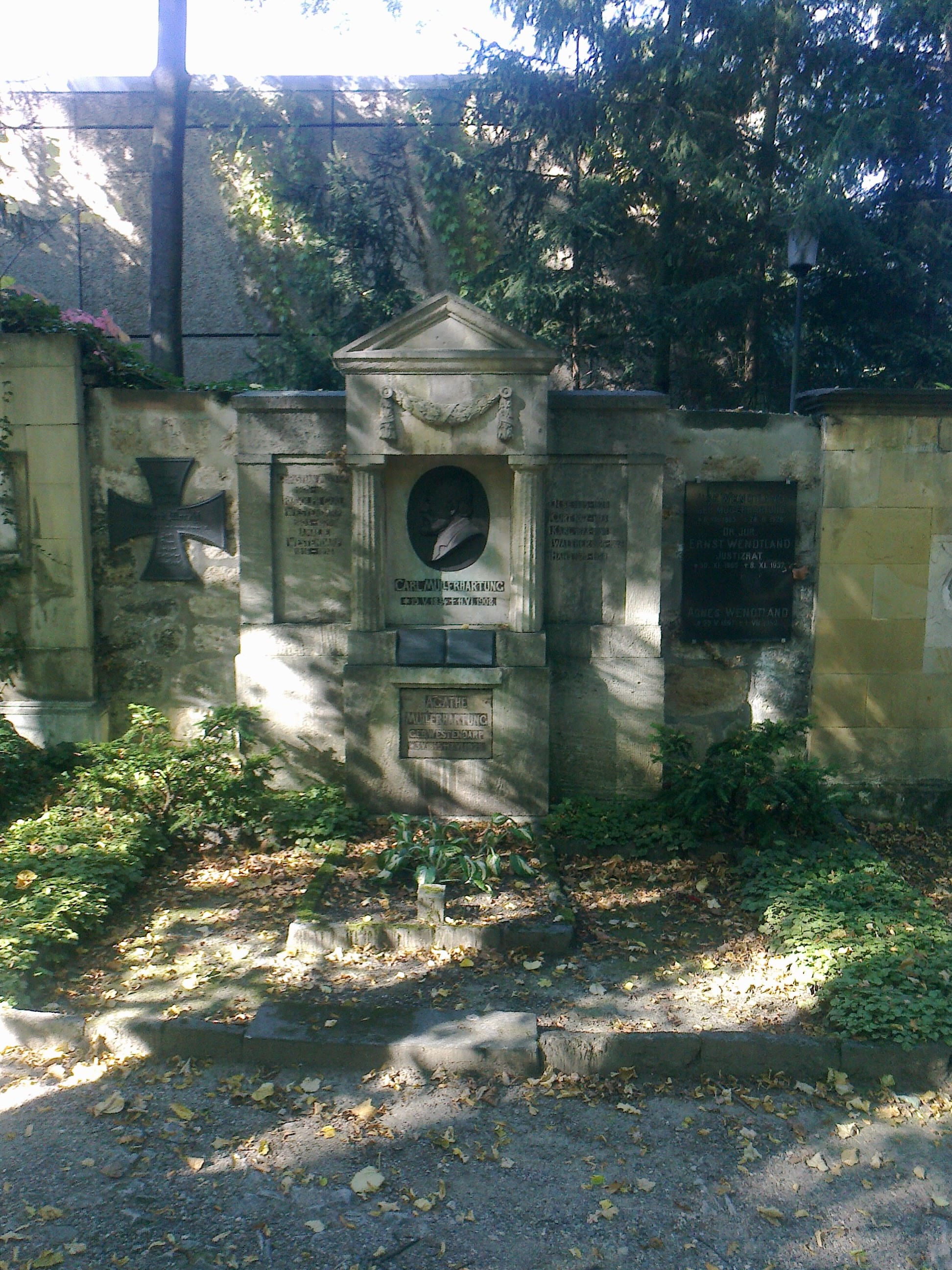
Grab von Carl Müllerhartung in Weimar

Müllerhartung schrieb weltliche und geistliche Chorwerke, Lieder, Orchesterstücke und drei Choralsonaten für Orgel. Sein bekanntestes Werk ist das Lied „Thüringen, holdes Land“ mit dem Text von Ernst Viktor Schellenberg. 
Das Grab befindet sich auf dem Historischen Friedhof Weimar an der westlichen Außenmauer.

## Ehrungen
Es gibt sowohl in Bad Sulza als auch in Weimar eine Müllerhartungstraße.
Eine Gedenktafel an seinem Wohnhaus in der Belvederer Allee 20 erinnert an ihn.

## Schüler (Auswahl)
- Erich Hunold

## Werke
Geistliche Chorwerke
- Halleluja! Jauchzt ihr Chöre, für 8-stimmigen gem. Chor
- Lobe den Herrn, meine Seele, für 4-stimmig gem. Chor
- Wenn der Herr die Gefangenen Zions erlösen wird, für 6-stimmig gem. Chor
- Der 96. Psalm: „Singet dem Herrn ein neues Lied“, für Bariton-Solo, 6-stimmig gem. Chor, Harfe u. Orgel (1885)

Weltliche Chorwerke
- Fünf Spielmannslieder, für Männerchor (Juchhei!; Wohl saß ich und sang; Liebe macht Weinen; Sehnsucht nach der Heimat; Mein Herz, tu dich auf.)
- Thüringen, holdes Land

Orgelmusik
- Drei Choralsonaten für die Orgel (1860, Verlag T.F.A. Kühn, Weimar; neu erschienen 2018 im B-Note Musikverlag):
- Orgelsonate Nr. 1 in h-Moll über Aus tiefer Not schrei ich zu dir
- Orgelsonate Nr. 2 in f-Moll über Wer nur den lieben Gott lässt walten
- Orgelsonate Nr. 3 in D-Dur über Ein feste Burg ist unser Gott